# Iduwinis
Els iduwinis són els membres d'un clan ijaw que viuen a la costa Atlàntica, al sud-oest de l'estat del Delta i al nord-est de l'estat de Bayelsa, al sud de Nigèria. Els assentaments iduwinis més destacats són Amatu i Orobiri. Els iduwinis parlen el dialecte iduwini de la llengua izon.

## Història

### Origen i migracions
Es considera que els ancestres fundadors del clan iduwini foren un oguru (Kala-Ogbo) qui, amb altres proto-ijaws van fundar l'assentament ancestral d'Amatu. Posteriorment es van ajuntar amb descendents d'Iduwi (Idu), un dels fills d'Igodo, el germà més petit d'Ujo. Els descendents d'Iduwi van viure primer als poblats coneguts com a Aghoro. La ciutat d'Igodo es va fundar al final del primer reialme de la zona; llavors, els iduwis també van migrar ie ses van assentar amb els seus parents a Amatu, que es passà a nomenar Iduwini. També van fundar les poblacions d'Okun-Aghoro, Letugbene, Odimodi, Oborotu, Ogbotobu, Bilabiri, Agge, Ogbeintu, Amazo i Azagbene.
Quan els portuguesos van arribar a la regió, els iduwinis van anomenar "jos" a aquells que s'hi van posar en contacte. A part d'Amatu, els Iduwini van fundar altres ciutats com Okun Aghoro, Orobiri i Kou abans del segle xiv.

### Esdeveniments recents
La Iduwini Volunteer Force (IVF) és un grup militant fet per membres iduwinis que van fer segrestos i altres atacs a les companyies petrolieres locals el 2006 en el conflicte del delta del Níger.